# Francisco Javier Hernández González
Francisco Javier Hernández González (Salamanca, 6 de junio de 1989), conocido como Javi Hernández, es un futbolista español que juega como centrocampista en la Real Sociedad Deportiva Alcalá de la Segunda Federación. Es primo del exjugador y entrenador de fútbol Guti.

## Trayectoria
Formado en el fútbol base de CD Munibar Pizarrales, en 2015 en ingresó en la cantera del Real Madrid CF para formar parte de su equipo juvenil.
Tras formar parte del Real Madrid Castilla C. F., durante la temporada 2010-11 fue cedido al Halmstads BK.
Tras su regreso del conjunto sueco, el centrocampista salmantino rescindirían su contrato con el Real Madrid y formaría parte de equipo como UD Salamanca, CD Ourense y Burgos CF.
Más tarde, se convertiría en un trotamundos de fútbol europeo jugando en países como Rumanía (Poli Timisoara), Azerbaiyán (Gabala) y Polonia (Górnik Leczna y Cracovia).
Durante la temporada 2018-19 con el KS Cracovia logra la clasificación para la fase previa de la Europa League.
En verano de 2019, firma por el ATK de la Superliga de India del entrenador español Antonio López Habas con el que conseguiría ganar la Superliga de India en marzo de 2020.
En la temporada 2021-22, se compromete con el Odisha Football Club de la Superliga de India.
El 22 de junio de 2022, firmó por el Bengaluru Football Club de la Superliga de India.
El 7 de julio de 2025, firmó por la Real Sociedad Deportiva Alcalá que milita en Segunda Federación.

## Clubes
| Club                           | País              | Año           |
| ------------------------------ | ----------------- | ------------- |
| Real Madrid C                  | Bandera de España | 2007-09       |
| Real Madrid Castilla C. F.     | Bandera de España | 2009-10       |
| Halmstads BK (Cesión)          | Suecia            | 2010-11       |
| UD Salamanca                   | Bandera de España | 2011-13       |
| CD Ourense                     | Bandera de España | 2013-14       |
| Burgos CF                      | Bandera de España | 2014-15       |
| ACS Poli Timisoara             | Rumania           | 2015-16       |
| Górnik Łęczna                  | Polonia           | 2016-17       |
| FK Qäbälä                      | Azerbaiyán        | 2017          |
| KS Cracovia                    | Polonia           | 2017-19       |
| ATK                            | India             | 2019-21       |
| Odisha Football Club           | India             | 2021-22       |
| Bengaluru Football Club        | India             | 2022-24       |
| Jamshedpur Football Club       | India             | 2024-25       |
| Real Sociedad Deportiva Alcalá | Bandera de España | 2025-Presente |

## Palmarés

### Campeonatos nacionales
| Título             | Club | País  | Año  |
| ------------------ | ---- | ----- | ---- |
| Superliga de India | ATK  | India | 2020 |